# Paradamina
La paradamita o paradamina és un mineral de la classe dels fosfats, que pertany al grup de la tarbuttita. Va ser descoberta l'any 1956 a la mina "Ojuela" al municipi de Mapimí, a l'estat de Durango (Mèxic), sent nomenada així per la relació estructural amb l'adamita o adamina.

## Característiques químiques
És un arsenat simple de zinc, hidroxilat i anhidre. Tots els minerals del grup de l'olivenita al qual pertany són similars, fosfats o arsenats simples hidroxilats. És el dimorf triclínic de l'adamita, que cristal·litza en el sistema cristal·lí ortoròmbic. A més, és isoestructural amb la tarbuttita triclínica (Zn₂PO₄(OH)).

## Hàbit cristal·lí
Són usuals els cristalls aïllats, tant tabulars com a prismàtics, presentant un escalat angular. Estan estriats en unes cares sí i unes altres no. També en agregats globulars, de cristalls arrodonits o mostrant terminacions agudes.

## Formació i jaciments
Es forma com a mineral secundari a la zona d'oxidació de jaciments polimetàl·lics hidrotermals de plata, zinc i plom. Sol trobar-se associat a altres minerals com: mimetita, adamita, ojuelaita, mapimita, limonita, köttigita, smithsonita, wulfenita o calcocita.